# Grypotellus staurus
Grypotellus staurus är en insektsart som beskrevs av Ivanoff 1885. Grypotellus staurus ingår i släktet Grypotellus och familjen dvärgstritar. Inga underarter finns listade i Catalogue of Life.